# Józef Kalicki
Józef Stanisław Andrzej Kalicki (ur. 22 lutego 1876 w Wiedniu, zm. 11 sierpnia 1934 w Rawiczu) – generał brygady Wojska Polskiego.

## Życiorys
Urodził się 22 lutego 1876 w Wiedniu, w rodzinie Stanisława i Magdaleny z domu Versl. Ukończył pięć klas w Gimnazjum św. Anny w Krakowie, a w latach 1891–1895 uczył się w Szkole Kadetów Piechoty w Łobzowie.
16 sierpnia 1895 roku został mianowany kadetem-zastępcą oficera ze starszeństwem z 1 września 1895 i został wcielony do 36 czeskiego pułku piechoty w Libercu. Mianowany nadporucznikiem (niem. oberleutnant) ze starszeństwem z 1 listopada 1900. W latach 1905–1907 studiował w Szkole Wojennej w Wiedniu. Po ich ukończeniu w 1907 wrócił do 36 pp. Następnie służył w Bośni, gdzie został odznaczony Medalem Zasługi Wojskowej. W latach 1910–1914, po awansie na stopień kapitana i uzyskaniu tytułu oficera Sztabu Generalnego, pełnił służbę w Biurze Kartografii c. i k. Sztabu Generalnego. Podczas I wojny światowej walczył w latach 1914–1915 na froncie rosyjskim, pełniąc funkcje w sztabie dywizji i armii. Od 1915 do 1917 brał udział w działaniach na froncie włoskim, dowodząc w lutym 1917 grupą bojową. Wojnę zakończył w randze podpułkownika.
21 sierpnia 1919 roku został przydzielony (do czasu reaktywacji) do Departamentu Gospodarczego Ministerstwa Spraw Wojskowych. 3 września 1919 roku został przyjęty do Wojska Polskiego z zatwierdzeniem posiadanego stopnia podpułkownika. Do kwietnia 1920 był wykładowcą na I Kursie intendenckim w Warszawie. W czasie wojny polsko-bolszewickiej od kwietnia 1920 pełnił służbę w Ścisłym Sztabie Naczelnego Wodza, a następnie objął funkcję szefa Centralnej Stacji Rozdzielczej 2 i 3 Armii. Na tym stanowisku 22 maja 1920 został zatwierdzony w stopniu pułkownika ze starszeństwem z 1 kwietnia 1920 w korpusie oficerów piechoty. Później został kwatermistrzem Frontu Środkowego i 2 Armii, którymi dowodził generał porucznik Edward Śmigły-Rydz. Po zawieszeniu broni od listopada 1920 kierował pracami demobilizacyjnymi w 2 Armii.
21 stycznia 1921 został skierowany w charakterze wykładowcy do Wojennej Szkoły Sztabu Generalnego w Warszawie. Po jej przemianowaniu na Wyższą Szkołę Wojenną objął stanowisko zastępcy komendanta i dyrektora nauk (obok płk Ludwika Faury’ego). 3 maja 1922 został zweryfikowany w stopniu pułkownika ze starszeństwem z dniem 1 czerwca 1919 w korpusie oficerów piechoty.
1 grudnia 1924 Prezydent RP, Stanisław Wojciechowski na wniosek ministra spraw wojskowych, gen. dyw. Władysława Sikorskiego, awansował go do stopnia generała brygady ze starszeństwem z dniem 15 sierpnia 1924 i 7. lokatą w korpusie generałów.
Z dniem 3 grudnia tego roku został mianowany dowódcą piechoty dywizyjnej 14 Wielkopolskiej Dywizji Piechoty w Poznaniu. Termin przeniesienia ze stanowiska zastępcy komendanta Wyższej Szkoły Wojennej na stanowisko dowódcy piechoty dywizyjnej 14 DP został przesunięty na dzień 20 lutego 1925 roku. 5 marca wyjechał z Warszawy do Poznania. Po zmianach kadrowych w WP, będących konsekwencją przewrotu majowego, 31 maja 1927 roku został przeniesiony w stan spoczynku.
Mieszkał w Poznaniu do lutego 1928 roku, kiedy to przeprowadził się do Rawicza. Zaangażował się w życie miasta i parafii katolickiej, był członkiem wielu stowarzyszeń. Po utworzeniu w 1933 lokalnego oddziału Akcji Katolickiej został jego przewodniczącym. Był również prezesem miejscowego Koła Przyjaciół Harcerstwa oraz radnym miejskim. Przewodniczył także Komitetowi Ratowania Bazyliki Wileńskiej po powodzi w 1933.
Zmarł 11 sierpnia 1934 roku w Rawiczu. Został pochowany na tamtejszym cmentarzu parafialnym (sektor 9A, rząd 1, grób 3).
Gen. Kalicki był żonaty z Maria Kynclową (ur. 6 października 1891 w Radowcach), z którą miał pięcioro dzieci: Marię (ur. 9 stycznia 1918 w Bolzano), Zofię (ur. 5 stycznia 1920 w Krakowie), Jana (ur. 5 kwietnia 1922 w Warszawie), Teresę (ur. 28 stycznia 1924 w Warszawie) i Stanisława Kostkę (ur. 24 listopada 1925 w Poznaniu).
W 2011 jedna z ulic Rawicza otrzymała nazwę: „Generała Józefa Kalickiego”.

## Ordery i odznaczenia
- Krzyż Walecznych dwukrotnie – 14 kwietnia 1922[20]
- Złoty Krzyż Zasługi – 29 kwietnia 1925 „za zasługi na polu wyszkolenia wojskowego”[21][22]
- Krzyż Oficerski Legii Honorowej – 28 września 1925[23]
- turecki Medal Wojenny – 30 kwietnia 1925[24]
- turecki Medal Wojenny (w czasie służby w c. i k. Armii)[25]
- pruski Krzyż Żelazny 2 klasy (w czasie służby w c. i k. Armii)[25]

austro-węgierskie:
- Krzyż Rycerski Orderu Leopolda z dekoracją wojenną i mieczami[25]
- Order Korony Żelaznej 3. klasy z dekoracją wojenną i mieczami[25]
- Krzyż Zasługi Wojskowej 3 klasy z dekoracją wojenną i mieczami[25]
- Srebrny Medal Zasługi Wojskowej z mieczami na wstążce Krzyża Zasługi Wojskowej[25]
- Brązowy Medal Zasługi Wojskowej z mieczami na wstążce Krzyża Zasługi Wojskowej[25]
- Brązowy Medal Zasługi Wojskowej na czerwonej wstążce[25]